# Nickelodeon (kino)

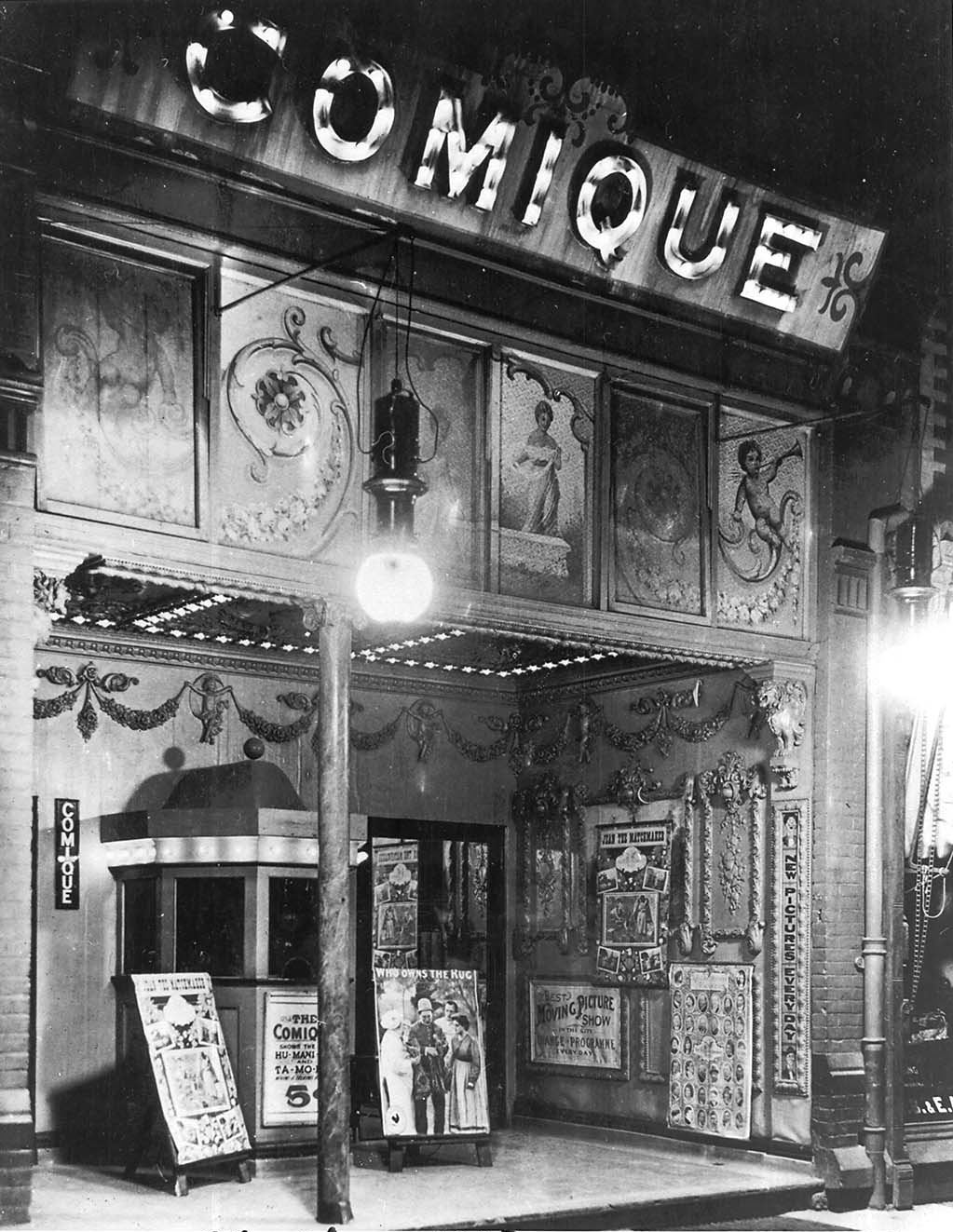
Nickelodeon w Toronto

Nickelodeon (z ang. nickel – pięć centów) – typ stałego kina, który narodził się na początku XX wieku w Stanach Zjednoczonych. Jego nazwa pochodzi od angielskiego słowa nickel, oznaczającego pięciocentową monetę (tyle właśnie kosztowało wejście do nickelodeonu), i starogreckiego odeion oznaczającego przykryty dachem teatr.

## Historia
Pierwszy nickelodeon powstał w 1905 roku na Smithfield Street w Pittsburgu. Harry Davis założył tam stałe kino (nazwane właśnie Nickelodeon) na 96 miejsc siedzących i wyświetlające przy akompaniamencie pianina (zob. taper) filmy na ekranie wielkości 3 na 4 metry; wstęp do kina kosztował 5 centów. Pierwszy pokaz odbył się 19 czerwca; pokazywano wtedy film The Great Train Robbery. Od samego początku odniósł on ogromny sukces, co spowodowało powstanie w kolejnych kin tego typu – do 1907 roku istniało w USA już 3 tysiące tego typu stałych kin, mających różnych właścicieli.
Typowy nickelodeon był niewielki i ciasny; mógł pomieścić jedynie ekran (szerokość 4 m), miejsca dla widzów (ok. 100), projektor oraz pianino, umieszczone w pobliżu ekranu. Kosztujące 5 centów bilety sprzedawano w półokrągłej kasie, mieszczącej się przed wejściem do kina. W nickelodeonach wyświetlano początkowo filmy o długości 15–20 minut, z czasem jednak czas ten się wydłużył.
Istnienie dużej sieci nickelodeonów w USA spowodowało, że amerykański przemysł filmowy mógł osiągać znaczne zyski wyłącznie dzięki dystrybucji wewnątrz kraju; dzięki temu odcięcie go od zysków czerpanych z rynku europejskiego, spowodowane I wojną światową, nie było na tyle dotkliwe, żeby spowodować bankructwo tegoż przemysłu.